# Peter Gojowczyk
 Peter Gojowczyk  (Múnich, 15 de julio de 1989) es un ex-tenista profesional alemán.

## Carrera
Su ranking individual más alto fue el No. 49 alcanzado el 9 de abril de 2018 tras conquistar su primer título ATP en Metz, mientras que en dobles logró el puesto N.º 452 el 15 de septiembre de 2014.
Hasta el momento ha ganado dos títulos de la categoría ATP Challenger Series en toda su carrera. Ambos títulos fueron en la modalidad de individuales.

### 2012
Gana su primer título en el Challenger de Ningbo, disputado en China en pistas de superficie dura. Derrotó en la final al surcoreano Jeong Suk-Young por 6–3, 6–1.

### 2014
Con gran suceso participa en el Challenger de Heilbronn 2014 obteniendo su segundo título de esta categoría tras derrotar en la final al principal cabeza de serie del torneo, el neerlandés Igor Sijsling.

## Títulos ATP (1; 1+0)

### Individual (1)
| Leyenda                         |
| Grand Slam (0)                  |
| ATP Wourld Tour Finals (0)      |
| ATP World Tour Masters 1000 (0) |
| ATP World Tour 500 (0)          |
| ATP World Tour 250 (1)          |

| N.º | Fecha                    | Torneo | Superficie | Oponente en la final | Resultado |
| --- | ------------------------ | ------ | ---------- | -------------------- | --------- |
| 1.  | 24 de septiembre de 2017 | Metz   | Dura (i)   | Benoît Paire         | 7-5, 6-2  |

#### Finalista (2)
| N.º | Fecha                 | Torneos      | Superficie    | Oponente en la final | Resultado |
| --- | --------------------- | ------------ | ------------- | -------------------- | --------- |
| 1.  | 25 de febrero de 2018 | Delray Beach | Dura          | Frances Tiafoe       | 1-6, 4-6  |
| 2.  | 26 de mayo de 2018    | Ginebra      | Tierra batida | Márton Fucsovics     | 2-6, 2-6  |

## Títulos Challenger

### Individuales (5)
| N.º | Fecha      | Torneo                     | Superficie    | Oponentes en la final | Resultado |
| --- | ---------- | -------------------------- | ------------- | --------------------- | --------- |
| 1.  | 15.09.2012 | Challenger de Ningbo       | Dura          | Jeong Suk-Young       | 6-3, 6-1  |
| 2.  | 26.01.2014 | Challenger de Heilbronn    | Tierra batida | Igor Sijsling         | 6-4, 7-5  |
| 3.  | 09.11.2014 | Challenger de Bratislava   | Dura (i)      | Farrukh Dustov        | 7-62, 6-3 |
| 4.  | 20.09.2015 | Challenger de Nanchang     | Tierra batida | Amir Weintraub        | 6-2, 6-1  |
| 5.  | 07.01.2016 | Challenger de Happy Valley | Dura          | Omar Jasika           | 6-3, 6-1  |